# 須須木麻莉子
須須木 麻莉子（すすき まりこ、1988年〈昭和63年〉8月22日 - ）は、日本の元チアリーダー、チアリーディング指導者。チアリーダーとしての登録名はMariko。

## 来歴
神奈川県横浜市出身。3歳でクラシックバレエを始め、中学・高校とジャズダンスを学んだ。
中学時代に兄の影響で横浜F・マリノスを応援するようになり、高校卒業後の2007年にマリノスの公式チアリーディングチームとして創設された『トリコロールランサーズ』の初代メンバーとしてチアリーダーのキャリアをスタートした。その後は翌2008年のチーム名称変更を経て、2021年にチアリーダーを引退するまで合計15年に渡りトリコロールマーメイズ一筋の象徴的存在として活躍した。
また2009年からはチアリーディング指導者としても活動し、トリコロールマーメイズのジュニアトップチーム『リトルマーメイズ』ディレクターとして2013年に全国大会『USAナショナルズ』スピリットリーディング部門ジュニア編成優勝に、翌2014年に全米大会『USファイナルズ』ディビジョングランドチャンピオンに導くなど素晴らしい成績を残した他、神奈川大学チアリーディング部『Wings』のコーチにも就任している。
チアリーダー引退後は翌2022年からトリコロールマーメイズのトップチームディレクターを務めたが、2024年をもってトップチームアドバイザーの新山陽子を後任として退任、トリコロールランサーズ時代から通算18年間在籍したトリコロールマーメイズを退団した。

## 人物
以下のプロフィールはトリコロールマーメイズ時代の2012年に発売された「2012横浜F・マリノス20周年記念オフィシャルトレーディングカード」当時のもの。
- ニックネーム：まりちゃん、まりりん
- 誕生日：8月22日
- 血液型：A型
- 趣味：お弁当作り、お菓子作り、スポーツ観戦
- 特技：メンバーへのいたずら
- 好きな食べ物：ラスク、ジェラート、ベーグル

## 所属チーム
- 2007年  トリコロールランサーズ
- 2008年-2021年  トリコロールマーメイズ

## 指導チーム
- 2009年-2021年  リトルマーメイズ(ディレクター)
- 2022年-2024年  トリコロールマーメイズ(ディレクター)

## 出演

### テレビ番組
- キックオフ!!F・マリノス（2011年、テレビ神奈川）